# آرک (مرورگر)
آآرک (به انگلیسی: Arc) یک مرورگر رایگان‌افزار وب است که توسط The Browser Company، یک شرکت استارت آپی که توسط جاش میلر و هارش آگراوال تأسیس شده است، توسعه یافته است. در ۱۹ آوریل ۲۰۲۲ پس از انجام یک آزمایش بتای بسته منتشر شد. Arc برای استفاده در مک‌اواس، iOS و ویندوز در دسترس است.

## طرح
آرک به عنوان یک «سیستم عامل برای وب» طراحی شده است و وب‌گردی معمول را با برنامه‌های خود مرورگر از طریق استفاده از نوار کناری ادغام می‌کند. این مرورگر به گونه ای طراحی شده است که تنظیم‌پذیر باشد و به کاربران اجازه می‌دهد تا نحوه نمایش وب سایت‌های خاص را از نظر زیبایی تغییر دهند.
Arc به کاربر این امکان را می‌دهد تا رنگی را که می‌خواهد در آن ظاهر شود (یک رنگ ثابت یا یک طیف رنگ) در حین نصب انتخاب کند. کارلا کول (یکی از طراحان آرک) در صحبت با مجله Input اظهار داشت که به این دلیل است که تیم طراحی «می‌خواستند با احساسی که هنگام افتتاح یک فیلم به شما دست می‌دهد بازی کنند».
آرک به زبان Swift نوشته شده است و بر پایه کدهای کرومیوم است. به این معنی که از افزونه‌های(extensions) فروشگاه وب کروم را پشتیبانی می‌کند.

## نقد
آرک به‌طور کلی نقدهای مثبتی از منتقدان دریافت کرده است. How-To Geek به مرورگر امتیاز ۷ از ۱۰ داد و گفت: «Arc ایده‌های عالی و اعتماد به نفسی دارد که به آن‌ها تکیه می‌کند [... اما] به نظر می‌رسد که برای ارائه یک تجربه مروری نرم و ابریشمی به جلا بیشتری نیاز دارد». دیوید پیرس از The Verge موافقت کرد و گفت که «Arc کامل نیست، و نیاز به عادت کردن دارد. اما پر از ایده‌های جدید بزرگ در مورد نحوه تعامل ما با وب است - و در مورد بیشتر آنها درست است.» در مقاله ای که توسط Fast Company منتشر شد، جرد نیومن آرک را جلا یافته‌ترین «تمام تلاش‌ها برای تجسم مجدد مرورگر وب» نامید. در یک قسمت، دیوید ایمل از Waveform Podcast گفت که این یک «برداشت جدیدی از مرورگر» است.